# Керод Володимир
Володи́мир Ке́род (* 9 червня 1913, Львів — † 30 січня 1978, Нью-Йорк) — український військовик, громадський та політичний діяч діаспори.

## З життєпису
Здобув середню освіту, працював серед ремісничих кругів як член ОУН.
В 1941 році з доручення ОУН виїздить з похідною колоною на схід України.
На Волині арештований гестапо, опинився в таборі полонених. Зумів визволитися, коли почали організувати дивізію «Галичина» (14-ту гренадерську дивізію Ваффен СС "Галичина"), зголосився одним із перших.
По рекрутському вишколі та підстаршинській школі навчається в старшинській школі зв'язку, отримав ранг хорунжого. Пройшов із дивізією всі шляхи війни — закінчив у Першій Українській дивізії УНА.
Як англійський полонений опинився в Ріміні. У таборі полонених належав до екзекутиви ОУН. 24 грудня 1945 року його було призначено на чолі створеної Референтури преси при штабі цього табору. В тому часі радянські союзники намагалися добитися видачі їм дивізійників, це не вдалося — стрільці, зініційовані сіткою ОУН, залягли на брамі так, що танки мусіли б переїхати через них. Того ж часу тітовці домагалися видачі старшин Михайловича — Керод був причетним до плану їхньої втечі.
Отримавши звістку, що його дружина й син знаходяться під Мюнхеном, втікає з табору. У Мюнхені провід ОУН йому доручає перебрати референтуру крайового зв'язку. Інспектував заклади ОУН, зокрема, радіостанцію в Арденнах у Бельгії — постала зусиллями сотника Карла Мулькевича, члена бельгійського протинімецького підпілля — добився у християнсько-ліберального уряду.
Після приходу до влади уряду соціалістів радіовисильня була конфіскована, а Керод опинився в бельгійській тюрмі.
Після звільнення з-під арешту присвятив себе праці у секторі радіозв'язку Крайового зв'язку Закордонних Частин ОУН.
Входив до першого складу Екзекутиви зреформованих у лютому 1954 року ЗЧ ОУН.
Був членом Закордонного Представництва УГВР та Українського Патріярхального Товариства — входив до Нью-Йоркського виділу.
Входив до Капітули пропам'ятних дивізійних відзначень з 1949 року, член Головної управи братства дивізійників.
Деякий час редагував спортивну сторінку в газеті «Український Самостійник» — видавалась у Мюнхені.
Юліан Магур — «Марко» писав, що Керод в 1950-х роках відповідальним був за дешифрування вістей від підпілля з України.
На його похоронах був присутній редактор Микола Галів, колишній ректор Українського Вільного Університету професор Роман Дражньовський — голова Братства колишніх вояків 1-ї Дивізії УНА, сотник Богдан Підгайний з Канади, редактор Євген Стахів — від ЗП УГВР, професор Лабунька, Теодор Чіх — колишній організаційний референт ОУН в рімінському таборі.
У Нью-Йорку в кінці 1970-х років при ньому залишалася дружина Ірина, син Адріян та дочка Іванна.